# Pozemková kniha
Pozemkové knihy jsou, stejně jako Zemské desky, Železniční knihy, Horní knihy a Vodní knihy, součástí tzv. veřejných knih. Do těchto úředních seznamů se zapisovaly nemovitosti a určitá práva, která se k nim vztahovala. Přívlastek veřejné určoval, že byly všeobecně dostupné a zapisovalo se do nich pod dozorem soudů. Institut pozemkových knih byl upraven tzv. obecným knihovním zákonem č. 95/1871, který zůstal v platnosti až do vyhlášení zákona o evidenci nemovitostí č. 22/1964 Sb.

## Vývoj
Téměř dokonalý systém pozemkových knih byl hrubě narušen počátkem roku 1951, kdy občanský zákoník č.141/1950 Sb. zrušil konstitutivnost zápisů do pozemkové knihy (vlastnictví se zakládalo až do této doby povinným zápisem). Tehdejšímu režimu se nehodila propracovaná ochrana vlastnictví a zcela otevřeně se začalo hovořit o postupném zrušení soukromého vlastnictví. Pozemkové knihy se pak ještě nepovinně vedly do již zmíněného roku 1964, kdy došlo ke skončení zápisů úplně. Pozemkové knihy se pak staly archiváliemi. Byly zdrojem zakládání nové evidence nemovitostí (dle zákona č. 22/1964 Sb.). Svého opodstatnění pak došly v době restitucí po r. 1989 a zejména po 1. lednu 1993 s účinností zákona o katastru nemovitostí.

## Struktura pozemkové knihy
Pozemková kniha se skládá z hlavní knihy, sbírky listin a pozemkových map. Pomocnou součástí jsou věcné a osobní rejstříky, a seznam veřejného statku. Hlavní knihy obsahují jednotlivé vložky, které jsou vedeny samostatně pro každé katastrální území. Jednotlivé vložky se dělí na tři samostatné listy: A – statková podstata, B – vlastnický list, C – list závad. List A obsahuje mimo čísla vložky a katastrálního území, také podrobnosti o nemovitostech do této vložky náležících. Do listu B se zapisovali vlastníci nemovitosti a jejich případný podíl na vlastnictví a omezení jejich vlastnických práv. V listu C byly zapsány veškeré závazky váznoucí na zapsaných nemovitostech.

## Současné užití
Po vyhlášení zákona o evidenci nemovitostí č. 22/1964 Sb.  se všechny části pozemkové knihy, uložené ve správě příslušných katastrálních úřadů používají jako historické archiválie. Hlavní knihy a sbírky listin nejsou veřejně dostupné k nahlížení, ale je možné si nechat za poplatek vyhotovit jejich ověřenou kopii. Využívají se např. pro badatelské účely, odhadcům nemovitostí zápis napomáhá k určení stáří nemovitosti, badatelům sestavujícími rodokmeny k určení historie nemovitosti, případně k průkaznému ověření vlastnictví před rokem 1950. Důležitou částí pozemkové knihy jsou pozemkové mapy (mapy bývalého pozemkového katastru), které využívá nejen správce katastru nemovitostí, ale také zeměměřická veřejnost při činnostech, jako jsou např.: vyhotovení vytyčovacích náčrtů a geometrických plánů, obnova katastrálního operátu, revize katastru nemovitostí a komplexní pozemkové úpravy, je-li nutné prověřit původní vlastnická a jiná věcná práva, zjistit polohové a geometrické určení nemovitosti, odstranit sporné hranice, duplicitní vlastnictví, či zjistit existenci staveb nezapsaných na listu vlastnictví. Obsah pozemkových knih je také využíván dalšími správními orgány (např. Státní pozemkový úřad, Úřad pro zastupování státu ve věcech majetkových, soudy a notáři aj. při řešení restitučních požadavků, projednávání dědictví, či správě majetku neznámého vlastníka. A v neposlední řadě slouží k výuce na odborných středních a vysokých školách, neboť poskytují ucelený obraz o vývoji vlastnických vztahů v naší zemi po téměř celé století (1871-1964), až do zavedení evidence katastru nemovitostí.

## Pozemkové knihy v zahraničí
Pozemkové knihy byly a jsou vedeny v mnoha územích světa. Příkladem z moderní doby jsou od konce dvacátých let dvacátého století pozemkové knihy v Persii, pozdějším Íránu. Ty byly zavedeny v letech 1927 až 1930 za vlády dynastie Pahlaví, aby se ukončila tamní všeobecná právní nejistota v držebnostech pozemků.